# 友達探しの旅
「友達探しの旅〜いじめをなくそう〜Special Version」（トモダチサガシノタビ）は、日本のシンガーソングライターのDAISUKEが、2019年8月29日にリリースした1作目のシングル。

## 収録曲
| 全作詞・作曲: DAISUKE。 |                                                     |         |            |      |
| #                       | タイトル                                            | 作詞    | 作曲・編曲 | 時間 |
| 1.                      | 「友達探しの旅〜いじめをなくそう〜Special Version」 | DAISUKE | DAISUKE    | 6:15 |
| 合計時間:               | 合計時間:                                           | 6:15    |            |      |

## パーソネル
| - プロデューサー：             | TOSHINARl                    |
| - オーケストラ・アレンジ：     | 東京フィルハーモニー交響楽団 |
| - ミキシング・エンジニア：     | TOSHINARI                    |
| - レコーディング・エンジニア： | William TOSHINARI            |
| - マスタリング・エンジニア：   | 森崎雅人                     |